# Astragalus naturitensis
Astragalus naturitensis är en ärtväxtart som beskrevs av Edwin Blake Payson. Astragalus naturitensis ingår i släktet vedlar, och familjen ärtväxter. Inga underarter finns listade i Catalogue of Life.